# Laja (Chili)
Pour les articles homonymes, voir Laja.
Laja est une ville et une commune du Chili faisant partie de la province de Biobío, elle-même rattachée à la région du Biobío. En 2012, la population de la commune s'élevait à 23 313 habitants. La superficie de la commune est de 340 km2 (densité de 69 hab./km²),.

## Situation
Le territoire de la commune de Laja se situe dans la vallée centrale du Chili. La principale agglomération, Laja, se trouve sur la rive nord du Rio Biobío au confluent de celui-ci avec le Rio de La Laja. La ville de San Rosendo, à laquelle elle est reliée par 2 ponts, se situe sur l'autre rive de La Laja. La commune est située à 463 kilomètres à vol d'oiseau au sud-sud-ouest de la capitale Santiago et à 25 kilomètres au nord-ouest de Los Ángeles capitale de la Province de Biobío.

## Historique
La commune est créée en 1891 sous l'appellation Estación de La Rinconada' et est rattachée au département de Laja. En 1901 la commune perd une partie de son territoire qui devient la commune de Santa Fe. En 1927 la commune prend son nom actuel.

## Économie
Laja est un centre de production important de pâte à papier. Celle-ci est produite dans une usine du groupe chilien Empresas CMPC inaugurée en 1954.

## Transports
La commune est desservie par la société de chemin de fer nationale EFE. La desserte voyageurs est assurée par 4 trains quotidiens qui relient Laja à Talcahuano via Concepción.

Position de Laja (en rouge) au sein de la Région du Biobío.